# 4751 Alicemanning
4751 Alicemanning è un asteroide della fascia principale. Scoperto nel 1991 da Brian G. W. Manning, presenta un'orbita caratterizzata da un semiasse maggiore pari a 3,1704001 UA e da un'eccentricità di 0,1729508, inclinata di 2,60906° rispetto all'eclittica.
Dal 28 aprile al 28 maggio 1991, quando 4755 Nicky ricevette la denominazione ufficiale, è stato l'asteroide denominato con il più alto numero ordinale. Prima della sua denominazione, il primato era di 4713 Steel.
L'asteroide è dedicato ad Alice K. Manning, moglie dello scopritore.